# Yllenus improcerus
Yllenus improcerus är en spindelart som beskrevs av Wesolowska, van Harten 1994. Yllenus improcerus ingår i släktet Yllenus och familjen hoppspindlar. Inga underarter finns listade i Catalogue of Life.